# Племена богини Дану

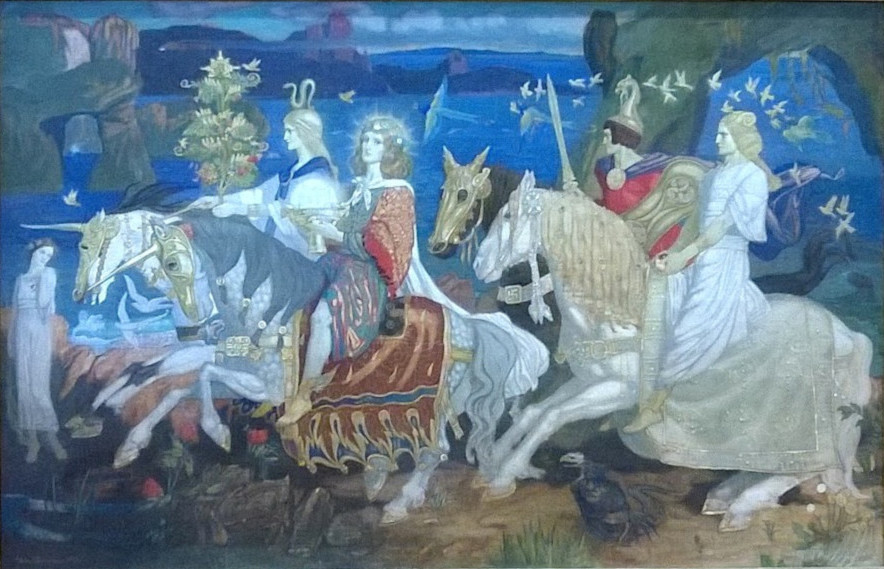
«Всадники сидов». Джон Дункан, шотландский художник XIX в.

Туа́т(а) Де Дана́нн (др.‑ирл. Tuath(a) Dé Danann, Tuatha Dé Donann, древнеирландское произношение /tuːaθa ðʲeː ðaNaN/, современное ирландское произношение /t̪ˠuːəhə dʲeː d̪ˠan̪ˠən̪ˠ/, Туаха де Дананн) — «племя (племена, или народ) богини Дану» — четвёртое из мифических племён, правивших Ирландией в ирландской мифологии.
Термин впервые зафиксирован в стихах Эохайда Уа Фланнакаин (умер в 1004 г.) — церковнослужителя, одного из столпов развития ирландской мифологической литературы. В более ранних источниках говорится о др.‑ирл. Fir Dé — «Люди богов», или др.‑ирл. Tuath(a) Dé — «племя (племена) богов». Вероятно, Tuatha Dé Danann является расширенной формой, призванной устранить двусмысленность термина Tuath Dé, применявшегося как по отношению к старым ирландским богам, так и для обозначения «народа божьего» — израильтян. Фланнакаин косвенно объясняет значение термина как «племена богини Donann», он же является самым ранним источником выражения «Donann, мать богов». Не существует традиций, связанных с такой богиней, а термин не соответствует нормальному ирландскому имени собственному; в частности, оно несклоняемо употребляется в родительном падеже, что подразумевает то, что скорее всего Donann проистекает из названия Tuatha Dé Donann, чем наоборот.
Легендарный отшельник Туан мак Карелл называл представителей этого племени кельтскими «богами», однако, назвать их богами можно только с натяжкой, несмотря на то что барды видели в них «самых красивых, самых изысканных в одежде и вооружении, самых искусных в игре на музыкальных инструментах, самых одарённых умом из всех, кто когда-либо приходил в Ирландию». «Книга Арма» (VIII в.) низводит это племя лишь до dei terreni, то есть «сил (духов) земли», ведающих плодородием и водой, обитающих в холмах, реках и озёрах. В более позднем фольклоре они стали отождествляться с сидами и стали сравниваться с феями и эльфами.

## Четыре магических предмета Племён богини Дану
Туата Де Дананн были потомками сына Немеда, Иаборна, который после изгнания ушёл на «Север Мира». На Северных островах, где они пребывали до прихода в Ирландию, этот народ изучал ремёсла, науки и тайную мудрость друидов, пока не превзошёл в этих искусствах всех людей. Из родных краёв Туата Де Дананн принесли с собой четыре магических предмета:
Первым магическим предметом было копьё Луга (Spear (sleg) of Lugh), которое всегда даровало победу своему обладателю.
Вторым — котёл Дагды (Cauldron (coire) of the Dagda, Coire ansic): «Не случалось людям уйти от него голодными», — он был котлом изобилия, способным накормить любое число проголодавшихся. Котёл Дагды неотделим от копья Луга: первый должен быть наполнен кровью или ядом, затем в него следует погрузить копьё Луга, чтобы оно уничтожило всех врагов.
Третий магический предмет — меч Нуаду (Nuadu's Cainnel, Claíomh Solais, Claidheamh Solius, Sword of Light, «Меч Солнца», «Меч Света»): «Стоило вынуть его из боевых ножен, как никто уже не мог от него уклониться, и удар его невозможно было отразить».
Четвёртым магическим предметом был камень Фаль (Stone of Fal, Lia Fáil, «Камень судьбы»), который начинал громко кричать, когда тот, кому суждено было быть истинным королём Ирландии, вставал на него.

## Приход Племён богини Дану в Ирландию
Существуют две версии истории о прибытии племён богини Дану в Ирландию. Более ранняя версия утверждает, что их принесли по воздуху тёмные облака, застилавшие солнечный свет в течение трёх дней. По второй версии племена богини Дану прибыли, как и все их предшественники, на кораблях, которые были сожжены сразу после высадки на берег.
Когда они пришли в Ирландию, Фир Болг ещё владели этими землями. Магическое облако скрывало племена богини Дану от глаз Фир Болг, но когда облако рассеялось, местные жители обнаружили, что северо-западная часть Коннахта захвачена неизвестными противниками. Тогда Фир Болг послали своего воина по имени Сренг в лагерь пришельцев. Те же выслали на встречу Бреса. Воины обменялись копьями. Копья коренных жителей были тяжелы, а копья племён богини Дану — легки, но остры. Некоторые исследователи видят в этом противопоставление грубой физической силы и интеллекта.
Брес предложил Фир Болг поделить Ирландию поровну. В случае принятия предложения племена богини Дану обещали дружбу и помощь в совместной защите земель от будущих захватчиков. Но коренные жители Ирландии отклонили это предложение, побоявшись, что если племена богини Дану так легко получат желаемое, они могут впоследствии пожелать большего. Между двумя народами состоялось сражение, т. н. Битва при Маг Туиред, но пришельцы, обладающие многими волшебными способностями, победили. В итоге между племенами был заключён договор, по которому Фир Болг получали Коннахт, а племена богини Дану — всю оставшуюся Ирландию.

## Изгнание короля Бреса и битва с фоморами
До прихода в Ирландию племена богини Дану заключили союз с фоморами. Теперь же, когда после битвы с Фир Болг встал вопрос, кому быть королём Ирландии, кандидатура вождя Нуаду отпала, так как тот лишился руки, а по поверью увечный король не может привести страну к процветанию. Тогда женщины племени предложили кандидатуру Бреса, сына Элаты, одного из королей фоморов. Это должно было скрепить союз.
Но Брес оказался плохим правителем и был изгнан. Тогда он отправился со своей матерью к отцу, который направил сына к другому королю фоморов, Балору, по прозвищу Дурной Глаз (взгляд его единственного глаза мог убить). Вместе с Балором Брес пошёл войной на Ирландию, чтобы вернуть себе власть. Состоялась вторая битва в истории Туата Де Дананн. Под ужасным взглядом огромного ока Балора пали многие отважные воины, но Луг, внук этого короля фоморов, сумел выбить смертоносный глаз камнем. В итоге захватчики потерпели полное поражение.

## Поражение племён богини Дану
Третьей битвой в истории Туата Де Дананн была битва с Сыновьями Миля, предками современных людей, живущих в Ирландии. Битва состоялась при Таильтиу, в ходе неё погибли три короля и королевы племён богини Дану, а также множество их воинов. Чтобы спастись от захватчиков, племена богини Дану применили свои чары и набросили на себя покров невидимости. С тех пор существуют две Ирландии: земная и невидимая страна племён богини Дану, недоступная людям.